# إدوين سميث (عسكري)
إدوين سميث (بالإنجليزية: Edwin Smith)‏ هو عسكري أمريكي، (ولد في نيويورك في الولايات المتحدة 1841  م).